# Jedini izlaz
Pour plus de détails, voir Fiche technique et Distribution.
Jedini izlaz est un film yougoslave réalisé par Aleksandar Petrović, sorti en 1958.

## Fiche technique
- Titre français : Jedini izlaz
- Réalisation : Aleksandar Petrović
- Scénario : Antonije Isakovic et Stjepan Zaninovic
- Pays d'origine : Yougoslavie
- Format : Couleurs - 35 mm - Mono
- Genre :
- Durée : 85 minutes
- Date de sortie : 1958

## Distribution
- Mija Aleksic : Komandir
- Zlatko Madunic : Kratki
- Borislav Radovic : Rudi
- Stane Potokar :
- Fahro Konjhodzic : Tomo